# Teton (fiume)
Il fiume Teton è un affluente lungo 131,2 km dell'Henrys Fork (a sua volta tributario del fiume Snake), localizzato nello stato dell'Idaho, negli Stati Uniti d'America. Esso scorre attraverso la Teton Valley lungo il lato occidentale della Teton Range, ossia lungo il confine tra Idaho e Wyoming, all'estremità orientale della pianura del fiume Snake.
All'interno del fiume Teton era stata costruita la diga di Teton, crollata il 5 giugno 1976 a seguito di un incidente che ha causato la morte di 11 persone nella valle sottostante. La forza dell'acqua dovuta al cedimento della diga ha distrutto la parte inferiore del fiume, spazzando via le zone ripariali e riducendo le pareti del canyon. Ciò ha seriamente danneggiato l'ecologia del torrente, mettendo in serio pericolo la popolazione autoctona di trote iridee golarossa. La forza dell'acqua e l'eccesso di sedimenti hanno anche danneggiato l'habitat del torrente nel fiume Snake e in alcuni affluenti.